# Amorfní uhlík

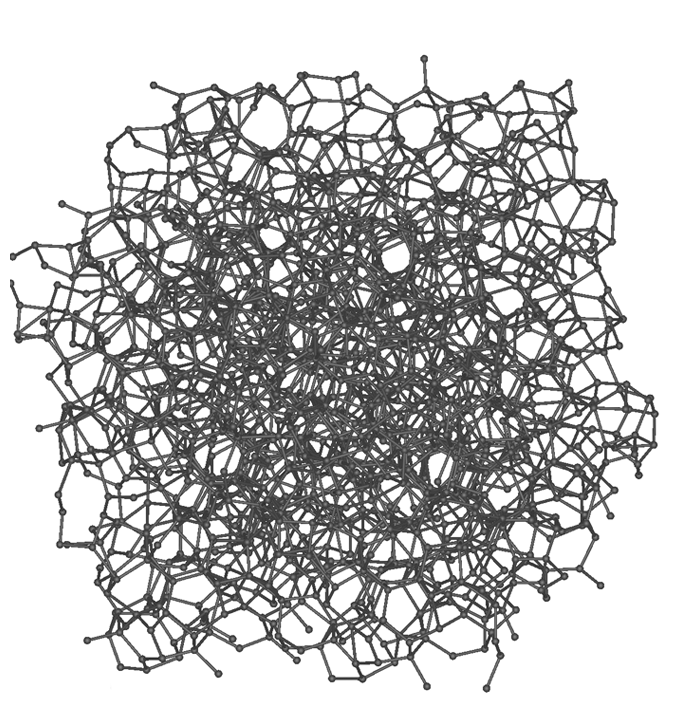
molekulární struktura

Amorfní uhlík je jedna z alotropických modifikací elementárního uhlíku bez pravidelné krystalické struktury. Atomy uhlíku jsou charakterizovány smíšenou hybridizací sp2 (vázané s třemi sousedními atomy), jakož i sp3 (vázaný s čtyřmi sousedními atomy) v různém poměru. Atomy vytvářejí matrici šestičlenných amorfních cyklů, ve směsi s nanokrystalickými grafitickými strukturami. Mezi fyzikální vlastností patří drolivost (na rozdíl od velmi tvrdého diamantu a měkkého grafitu) a matný vzhled.
Příkladem amorfního uhlíku jsou saze, v nichž průměr základní částice činí cca 10–100 nm (použití při výrobě pryže). Přirozeným výskytem uhlíku v přírodě jsou karbonátové usazeniny, ropa a uhlí, kde byl uložen ve směsi grafitických forem s amorfním uhlíkem.
Formy sp2 jsou typické pórovitou strukturou s velkým povrchem a využívají se jako adsorbenty, při katalýze či v elektrodách. Staly se např. základem přípravy aktivního uhlí. Formy sp3 fungují jako izolanty a jsou tvrdé. Uplatňují se v elektronice, aplikovat je lze ve formě ochranného filmu. Skupinou amorfního uhlíku jsou uhlíkové klastry, s většinou sp3 vázaných atomů a některými typickými vlastnostmi diamantu, označované za diamond-like carbon (DLC, amorfní diamantu podobný
uhlík). Ty našly využití při skladování dat i piva, či ve formě biokompatibilního filmu u protéz. Amorfní uhlík se také stal substrátem pro výrobu krystalické umělé formy tzv. Q-uhlíku (2015), údajně tvrdšího a jasnějšího než přírodní diamant.